# Sisters Island (ö i Australien, Tasmanien)
Sisters Island är en ö i Australien. Den ligger i delstaten Tasmanien, i den sydöstra delen av landet, omkring 260 kilometer nordväst om delstatshuvudstaden Hobart.
Runt Sisters Island är det ganska tätbefolkat, med 60 invånare per kvadratkilometer. Genomsnittlig årsnederbörd är 1 572 millimeter. Den regnigaste månaden är augusti, med i genomsnitt 242 mm nederbörd, och den torraste är februari, med 46 mm nederbörd.